# إريك كوماتسو
إريك كوماتسو (بالإنجليزية: Erik Komatsu)‏ هو لاعب كرة قاعدة أمريكي، ولد في 1 أكتوبر 1987 في كاماريلو في الولايات المتحدة.

## وصلات خارجية
- إريك كوماتسو على موقع دوري كرة القاعدة الرئيسي (الإنجليزية)
- إريك كوماتسو على موقعبيزبول رفرنس.كوم (الدوري الرئيسي) (الإنجليزية)
- إريك كوماتسو على موقعبيزبول رفرنس.كوم (الدوري الثانوي) (الإنجليزية)
- إريك كوماتسو على موقع إي إس بي إن.كوم (أم.أل.بي) (الإنجليزية)
- إريك كوماتسو على موقع مشجعي الرسوم البيانية (الإنجليزية)